# Ochetus
Ochetus is een geslacht van uitgestorven zee-egels uit de familie Nucleolitidae. Vertegenwoordigers van dit geslacht zijn slechts als fossiel bekend.